# Petra Boesler
Petra Boesler (19 de septiembre de 1955) es una deportista de la RDA que compitió en remo. Es hermana de la también remera Martina Boesler.
Participó en los Juegos Olímpicos de Montreal 1976, obteniendo una medalla de plata en la prueba de doble scull. Ganó dos medallas en el Campeonato Mundial de Remo, plata en 1975 y oro en 1977.

## Palmarés internacional
| Juegos Olímpicos   | Juegos Olímpicos         | Juegos Olímpicos | Juegos Olímpicos         |
| Año                | Lugar                    | Medalla          | Prueba                   |
| ------------------ | ------------------------ | ---------------- | ------------------------ |
| 1976               | Montreal (Canadá)        | Medalla de plata | Doble scull              |
| Campeonato Mundial |                          |                  |                          |
| Año                | Lugar                    | Medalla          | Prueba                   |
| 1975               | Nottingham (Reino Unido) | Medalla de plata | Doble scull              |
| 1977               | Ámsterdam (Países Bajos) | Medalla de oro   | Cuatro scull con timonel |